# Матервисочное
Матервисочное — озеро в Ненецком автономном округе России.
Находится на левом берегу среднего течения Малой Печоры — левого рукава Печоры, на высоте 2 м над уровнем моря. Площадь водной поверхности — 21,1 км². Площадь водосборного бассейна — 608 км². На севере сообщается с нижним течением реки Седеяха.

## Данные водного реестра
По данным Государственного водного реестра России относится к Двинско-Печорскому бассейновому округу, водохозяйственный участок — Печора от водомерного поста Усть-Цильма и до устья, речной подбассейн — бассейны притоков Печоры ниже впадения Усы. Речной бассейн — Печора.
Код объекта в государственном водном реестре — 03050300211103000021486.